# Cei trei mușchetari (film din 1993)
Cei trei mușchetari (titlu originar în engleză The Three Musketeers) este un film de aventură american din 1993, produs de Walt Disney Pictures și regizat de Stephen Herek⁠(d).

## Rezumat
În 1625, tânărul dar priceputul scrimer D'Artagnan pornește spre Paris, Franța, în speranța de a călca pe urmele tatălui său ucis și de a deveni membru al muschetarilor: garda personală a regelui Franței. El este urmărit de Gérard și de frații săi, acuzați că au pătat onoarea surorii lor. Între timp, căpitanul Rochefort din Gărzile Roșii ale cardinalului desființează muschetarii la ordinul cardinalului Richelieu, ministrul regelui, aparent pentru a-i ajuta să lupte într-un război iminent cu Anglia. Rochefort îl informează pe Richelieu că trei dintre muschetari au refuzat să renunțe la îndatoririle lor: Athos, Porthos și Aramis.
Ajuns la Paris, D'Artagnan „salvează” servitoarele reginei de gărzile lor de corp și, după o mustrare, se atașează de una dintre ele, Constance. În oraș, D'Artagnan îi întâlnește separat pe fiecare dintre cei trei muschetari, fără să le cunoască identitatea sau asocierea, ceea ce duce la organizarea unui duel separat cu fiecare. La locul stabilit, Athos, Porthos și Aramis se dezvăluie ca muschetari. Înainte ca aceștia să se poată duela, un căpitan din garda cardinalului sosește cu alți patru gardieni pentru a-i aresta pe muschetari; deși D'Artagnan nu este căutat de gardieni, el se aliază cu muschetarii în timpul încăierării. Muschetarii ucid patru gărzi, în timp ce D'Artagnan îl învinge pe căpitan, care cade și moare. Impresionați, dar nemulțumiți de implicarea lui D'Artagnan, muschetarii îl lasă pe D'Artagnan în urmă după ce îl încurajează să fugă și să-și susțină nevinovăția. Când Rochefort și mai multe gărzi ale cardinalului sosesc, D'Artagnan este capturat.
D'Artagnan evadează din celulă și trage cu urechea la o conversație între Richelieu și misterioasa Milady de Winter, în care cardinalul plănuiește să îl suplinească pe rege, însărcinând-o pe Milady cu livrarea unui tratat secret lui George Villiers, primul duce de Buckingham. D'Artagnan este prins de Rochefort fără să fi văzut fața Milady. Richelieu ordonă să fie executat pentru că a refuzat să dea locația muschetarilor, dar el este salvat la tăiere de muschetari. În timp ce fug cu trăsura personală a cardinalului, D'Artagnan dezvăluie planurile lui Richelieu; aceștia decid să intercepteze spionul la Calais și să recupereze tratatul pentru a dovedi vinovăția lui Richelieu. Cardinalul trimite apoi o recompensă pentru cei patru oameni, folosind porumbei voiajori.
În timpul călătoriei, Athos îi povestește lui D'Artagnan despre trecutul său, când s-a căsătorit cu o femeie marcată cu Fleur-de-lis. În timpul unei încăierări cu mercenari care căutau recompensa, grupul se desparte; D'Artagnan călărește înainte spre Calais, dar leșină de oboseală și este găsit de Milady de Winter. Se trezește într-un pat dezbrăcat de arme și haine, în timp ce Milady încearcă să-l seducă. D'Artagnan vorbește deschis despre planurile sale, fără să știe că ea este spionul. Ea încearcă să îl ucidă, dar el o convinge să îl țină în viață. În timp ce grupul ei se îmbarcă pe vasul spre Anglia, descoperă echipajul mort și sunt confruntați de muschetari. Milady încearcă să fugă, dar este oprită de Athos, care se dovedește a fi fost primul ei soț, dar care a trădat-o în fața autorităților când a aflat că a fost considerată o criminală, precum și de Armand de Winter, cumnatul lui Milady, care încerca să o captureze pentru uciderea fratelui său. Mușchetarii recuperează tratatul, iar Milady este condamnată la moarte pentru uciderea celui de-al doilea soț al ei, Lordul de Winter; chiar înainte de a fi executată, Athos îi cere iertare. Înduioșată de compasiunea lui, ea dezvăluie planurile cardinalului de a-l asasina pe rege la sărbătorirea zilei de naștere a acestuia, apoi se aruncă de pe o stâncă spre moarte.
Athos, Porthos și Aramis trimit misive pentru a mobiliza restul muschetarilor. Richelieu și Rochefort angajează un lunetist; în timpul adunării, D'Artagnan întrerupe tragerea lunetistului, care îl ratează de puțin pe rege. Mușchetarii se dezvăluie, iar Richelieu îi învinuiește pentru tentativa de asasinat.
În timp ce cei trei se confruntă cu gărzile cardinalului, niște bărbați le sar în ajutor și se dovedesc a fi muschetari. Cele două forțe se luptă în timp ce Richelieu îi ia ostatici pe rege și regină, împușcându-l pe Aramis în piept înainte de a fugi în temniță, însă crucifixul său a oprit glonțul și toți cei trei muschetari se avântă în urmărire prin închisori. D'Artagnan se duelează cu Rochefort și este dezarmat; în timp ce Rochefort jubilează că l-a ucis pe tatăl lui D'Artagnan, Constance recuperează și îi aruncă sabia, iar D'Artagnan îl ucide imediat pe Rochefort.
Porthos îl întâlnește pe temnicerul diform și îl ucide. Athos și Porthos ajung în momentul în care barca lui Richelieu pleacă pe un râu subteran, Richelieu promițând să se întoarcă. Barcagiul se dovedește a fi Aramis, care elimină gărzile și încearcă să îl prindă pe cardinal, dar regele Ludovic îl lovește chiar pe Richelieu, aruncându-l în râu.
Regele îi reinstituie pe muschetari, iar lui D'Artagnan i se oferă orice dorește; el alege să-l servească pe Ludovic ca muschetar și primește o tunică albastră, alăturându-se rândurilor. În afara cartierului general al muschetarilor, Gérard și frații săi sosesc și îl provoacă pe D'Artagnan la duel; Porthos îi reamintește că muschetarii nu protejează doar regele și țara, ci și pe ceilalți. Gérard și frații săi sunt apoi alungați de întreaga divizie de muschetari.

## Distribuție
- Charlie Sheen - Aramis, unul dintre cei trei muschetari, un bărbat temător de Dumnezeu și afemeiat, fost student al cardinalului
- Kiefer Sutherland - Athos, unul dintre cei trei muschetari, un fost nobil și liderul de facto al trio-ului
- Chris O'Donnell - Charles D'Artagnan, un tânăr spadasin din Gasconia care dorește să calce pe urmele răposatului său tată pentru a deveni muschetar
- Oliver Platt - Porthos, unul dintre cei trei muschetari, un fost hoț și pirat care pretinde că a călătorit în diverse locuri
- Tim Curry - Cardinalul Richelieu, un cardinal corupt care conduce Gărzile Roșii, încercând să-l detroneze pe Ludovic al XIII-lea și să conducă în locul său
- Rebecca De Mornay - Milady de Winter, prima soție a lui Athos, marcată cu o floare de crin, o seducătoare angajată de Richelieu pentru a-l înrola pe ducele de Buckingham
- Gabrielle Anwar - Anne de Austria, regină a Franței, soția lui Ludovic al XIII-lea
- Michael Wincott - Conte de Rochefort, un fost mușchetar care poartă ochelari și a devenit comandantul Gărzilor Roșii. Sabia pe care o poartă se întâmplă să fie sabia tatălui lui D'Artagnan, deoarece se întâmplă să fie ucigașul acestuia.
- Paul McGann -
  - Girard, inamicul lui D'Artagnan care este hotărât să-l ucidă și să-și recâștige onoarea surorilor sale
  - Jussac, unul dintre gărzile Cardinalului
- Julie Delpy - Constance, o nobilă și servitoare a reginei care atrage pupila ochiului lui D'Artagnan
- Hugh O'Conor - Ludovic al XIII-lea al Franței, tânărul rege al Franței
- Sebastian Eckhardt - Armand de Winter, cumnatul Miladyi care o vânează după ce i-a ucis fratele
- Christopher Adamson - Henri, unul dintre bodyguarzii personali ai Milady
- Phillip Tan - Parker, bodyguardul din Asia de Est al lui Milady
- Herbert Fux - Hangiță
- Bob Anderson - instructorul de scrimă al regelui

## Producție

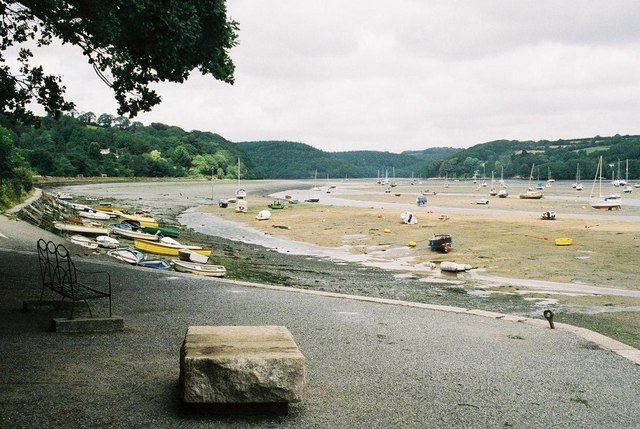
Râul Fowey este un râu din Cornwall, Anglia în timpul filmului.

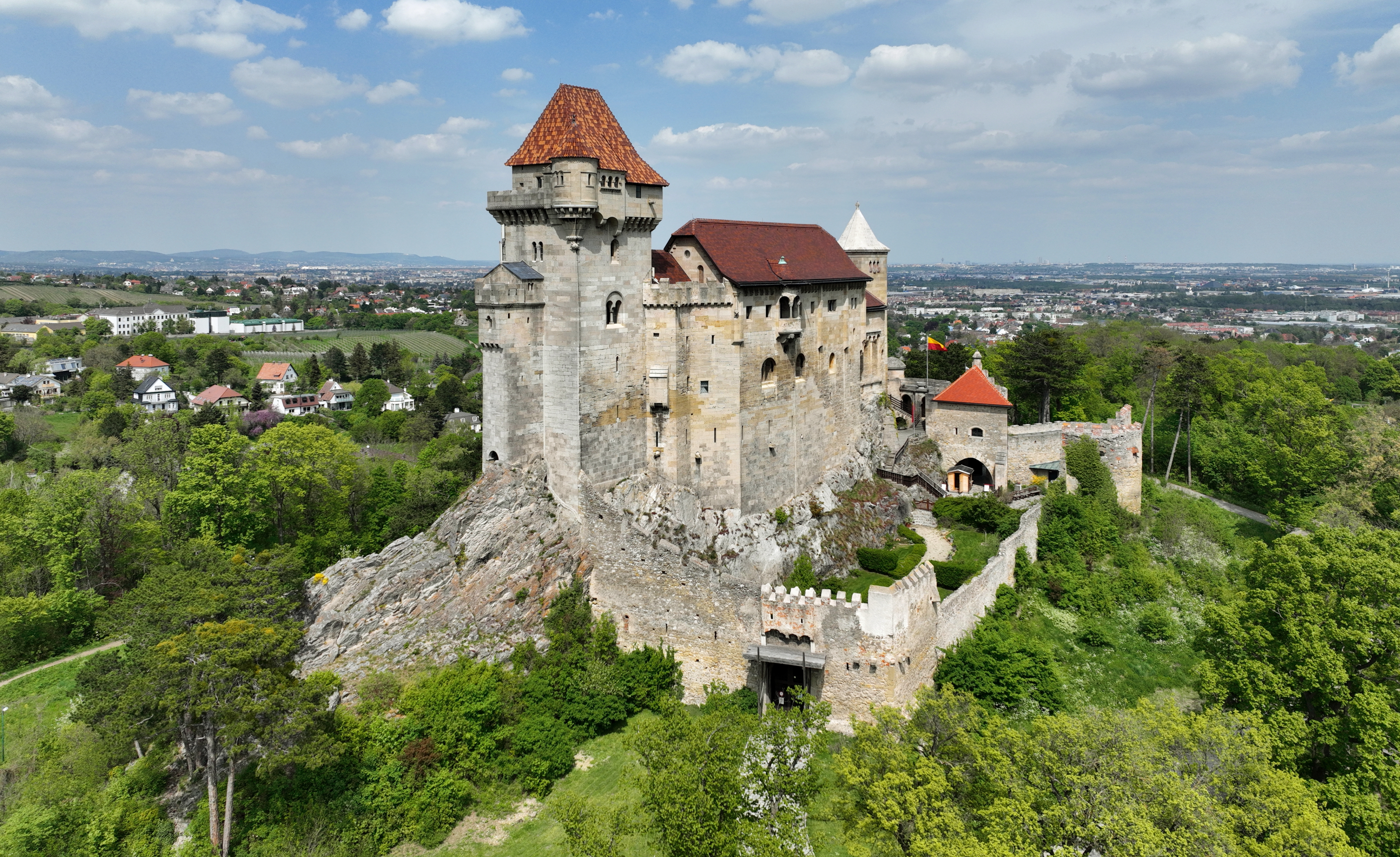
Castelul Burg Liechtenstein, este un castel situat în Maria Enzersdorf, Austria Inferioară în timpul filmului.

În 1992, Walt Disney Pictures, Columbia Pictures și TriStar Pictures au început simultan dezvoltarea a trei adaptări separate ale filmului Cei trei mușchetari. Disney a cumpărat un scenariu pentru film de la David Loughery pentru 650 000 de dolari, după ce acesta fusese deja angajat să scrie scenariul adaptării Columbia, iar producătorul Columbia, Brad Wyman, a acuzat Disney de furtul unor concepte care erau proprietatea sa intelectuală. Problema a fost soluționată pe cale amiabilă, iar adaptarea Columbia a fost anulată. Adaptarea TriStar urma să fie scrisă de Joel Gross și regizată de Jeremiah S. Chechik, și urma să fie mai orientată către adulți și mai fidelă romanului original al lui Alexandre Dumas decât versiunea Disney.
Disney a decis să nu filmeze la Paris, deoarece o mare parte din arhitectura barocă franceză a orașului fusese distrusă în cel de-al Doilea Război Mondial. După ce inițial s-a stabilit la Studioul Barrandov din Praga, producția s-a mutat la Viena după ce guvernul local a oferit 2 milioane de dolari. Fotografierea principală a început pe 26 aprilie 1993, cu un buget de 30 de milioane de dolari. The Three Musketeers a fost filmat în mare parte în Perchtoldsdorf, Austria, unde Rebecca De Mornay a urmat liceul și facultatea.
Locațiile de filmare au inclus Charlestown, Cornwall, Marea Britanie, și Castelul Landsee (Burgenland); Burg Liechtenstein, Maria Enzersdorf, Hinterbrühl, Korneuburg ([=Austria Inferioară]]); și Viena (în special Hofburg) în Austria. Unele secvențe au fost filmate în Cornwall, Marea Britanie. O mică pădure numită Golitha Falls a fost folosită într-o secvență în care muschetarii sunt urmăriți de gărzi. Micul sat portuar Charlestown găzduiește galionul care a fost folosit într-o filmare de noapte.

## Recepție
Cei trei mușchetari a fost foarte așteptat după ce Disney a anunțat că proiecțiile test din septembrie 1993 pentru film au arătat cel mai pozitiv răspuns pe care l-a primit vreodată din partea publicului. Cu toate acestea, după lansare, filmul a primit recenzii negative din partea criticilor.
Pe Rotten Tomatoes, filmul găsește un grad de aprobare de 30% pe baza a 30 de recenzii, cu un rating mediu de 4,8/10. Consensul criticilor de pe site spune: „Trioul său stelar de binefăcători poate promite să lupte ”unul pentru toți, toți pentru unul„, dar acest trei mușchetari este o actualizare șmecheră și nememorabilă menită să satisfacă foarte puțini.” La Metacritic, filmul are un scor mediu ponderat de 43 din 100, bazat pe 24 de critici, indicând „recenzii mixte sau medii”.  Publicul chestionat de CinemaScore a acordat filmului o notă medie de „A-” pe o scară de la A+ la F.
Criticul de film Leonard Maltin a botezat această versiune Young Swords, deoarece îi reunea pe Sheen și Sutherland, ambii celebri pentru Young Guns. Janet Maslin de la The New York Times a descris filmul astfel: „Conceput sincer ca un produs, cu un cântec tematic de succes pe genericul de final, acest film de aventuri nu se preocupă atât de mult de poveste, cât de păstrarea pălăriilor cu pene ale muschetarilor atunci când aceștia pornesc la galop.”" Michael Wilmington de la Chicago Tribune a scris: „Noua versiune Walt Disney a filmului Cei trei mușchetari - montată cu lux de amănunte, dar scrisă și distribuită inept - se desfășoară ca o căruță gargantuescă de tutti-frutti care o ia razna.”
Owen Gleiberman de la Entertainment Weekly a scris că filmul "este mai plin de viață decât modelele sale evidente, filmele Young Guns, dar în ceea ce privește plăcerile mulțimii, este greoi și sintetic, cu puțină vitalitate sau satiră care a marcat versiunea sofisticată de slapstick a lui Richard Lester (realizată în 1974). Regizorul Stephen Herek ar fi fost deștept să se inspire mai mult din interpretarea lui Platt; în puținele ocazii în care filmul alunecă în cunoașterea MTV, acesta are cel puțin propria sa aromă obraznică. Dar nici Platt, nici Sheen - cei doi comedianți de aici - nu au suficient de multe de făcut, iar filmul se transformă într-o reeditare sumară și lipsită de foloase a mitului muschetarilor, la fel de lipsită de bucurie ca Robin Hood al lui Kevin Costner, un retro-swashbuckler. În ciuda faptului că Tim Curry îl interpretează pe maleficul cardinal Richelieu (până acum, acești răufăcători care „fură scena” sunt la fel de previzibili ca și eroii pe care ar trebui să-i eclipseze), intrigile legate de castel sunt fade, iar spada este prost filmată, cu prea mult montaj și prea multe prim-planuri. Obținem energia luptei fără dans."
Chris O'Donnell a fost nominalizat la premiul Zmeura de Aur pentru cel mai prost actor în rol secundar pentru rolul său din film, dar a pierdut în fața lui Woody Harrelson pentru Propunere indecentă.
Filmul a avut încasări de 11,5 milioane de dolari în weekendul de deschidere, situându-se pe primul loc în box office-ul american. Filmul a avut încasări de 53,9 milioane de dolari în Statele Unite ale Americi și Canada și de 57 de milioane de dolari la nivel internațional, pentru un total de 111 milioane de dolari la nivel mondial.

## Piese
Bryan Adams a scris împreună cu Robert John „Mutt” Lange și Michael Kamen piesa „All for Love” pentru genericul de final al filmului, interpretând-o împreună cu Rod Stewart și Sting. După cum a prezis Janet Maslin, cântecul a fost un mare succes (ajungând pe locul 1 în America de Nord și în alte câteva teritorii). Kamen a compus și coloana sonoră a filmului, conducând Greater Los Angeles All Star Orchestra.
Albumul cu coloana sonoră a fost lansat pe compact disc și casetă pe 12 noiembrie 1993 de Hollywood Records și Columbia Records în America de Nord și de A&M Records (casa de discuri la care Adams și Sting semnaseră la acea vreme) în alte părți.
1. All For Love – Bryan Adams, Rod Stewart & Sting (4:45)
2. The Cavern Of Cardinal Richelieu (Overture & Passacaille) (2:58)
3. D'Artagnan (Galliard & Air) (3:19)
4. Athos, Porthos And Aramis (Courante) (5:24)
5. Sword Fight (Bransle) (3:20)
6. King Louis XIII, Queen Anne And Constance/Lady In Waiting (Gavotte) (5:05)
7. The Cardinal's Coach (Estampie) (4:45)
8. Cannonballs (Rigadoon) (3:29)
9. M'Lady DeWinter (Lament) (4:16)
10. The Fourth Musketeer (Concert Royaux) (5:19)

## Adaptare
- Marvel Comics: Disney's The Three Musketeers (January 1994)[17][18]